# Медник смугастоволий
Медник смугастоволий (Ptilotula ornata) — вид горобцеподібних птахів родини медолюбових (Meliphagidae). Ендемік Австралії.

## Таксономія
Медник смугастоволий описаний у 1838 році англійським орнітологом Джоном Гулдом як Ptilotis ornatus. Видовий епітет ornatus є латинським словом, що означає «прикрашений, розмальований або чудовий».
Тривалий час вважався частиною роду Lichenostomus. Вид перенесли до роду Ptilotula після того, як молекулярно-філогенетичний аналіз, опублікований у 2011 році, показав, що Lichenostomus був поліфілетичним.

## Поширення
Поширений у південних регіонах Австралії, де поширений у лісах і саванах, від південно-західного краю Західної Австралії, через південь Південної Австралії (включаючи острів Кенгуру та сусідні острови), до центрального Нового Південного Уельсу та північно-західної Вікторії (на захід від Великого Вододільного хребта).

## Опис
Довжина тіла 14-18,5 см, вага 11-22 г. Це медолюб середнього розміру з відносно довгим, загнутим донизу чорним дзьобом, темним обличчям і характерним жовтим пером на шиї, піднятим догори. Має оливково-зелену голову зі слабкою жовтою лінією під темним оком, сіро-зелений верх і густі смуги сіро-коричневого низу. Молоді птахи мають жовті основу дзьоба та очне кільце.